# Lista tartanów
Lista tartanów (lista deseniów krat szkockich) – lista wybranych wzorów tkanin według oficjalnego spisu tartanów The Scottish Register of Tartans zatwierdzonego przez rząd Zjednoczonego Królestwa. Każdy tartan, oprócz opisu i wzoru tkaniny, posiada oznaczenie katalogowe numerem STA (Scottish Tartans Authority) i STWR (Scottish Tartans World Register).      

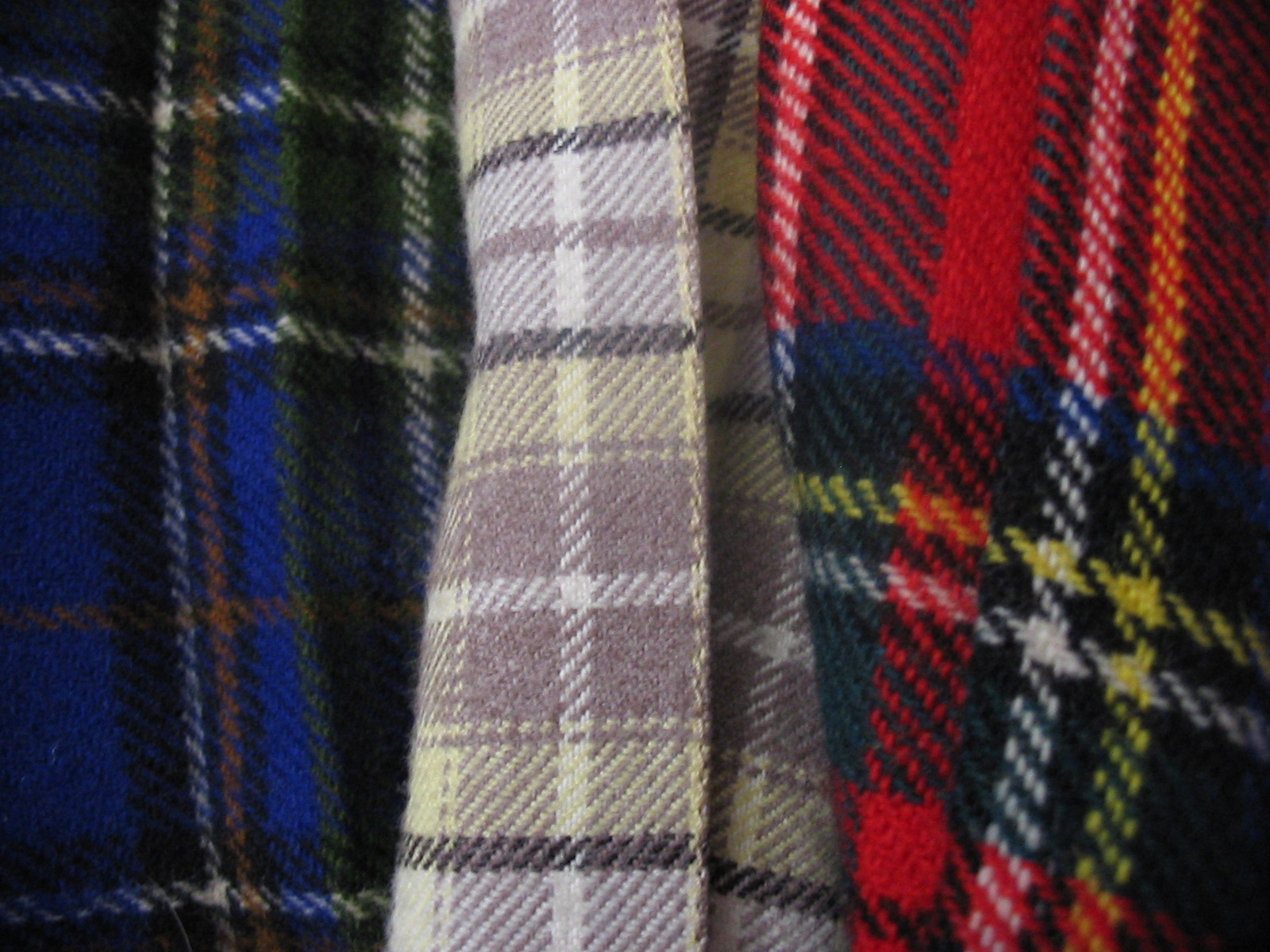

## Brytyjskie tartany szlacheckie i wojskowe
Poniższe tartany są używane przez brytyjską rodzinę królewską, arystokratów brytyjskich i brytyjskich wojskowych noszących tradycyjne szkockie stroje.
| Grafika | Nazwa/STA                                           | Pochodzenie                                           | Opis |
| ------- | --------------------------------------------------- | ----------------------------------------------------- | --- |
|         | Dynastia Stuart Klan Stewart STA ref:1370           | Klany z Highlands Królestwo Szkocji                   | Tartan dynastii królewskiej Stuartów, po raz pierwszy opublikowany w 1831 roku, jest najbardziej znanym wzorem tartanu w królewskim domu Anglii i Szkocji i jest jednym z najbardziej rozpoznawalnych tartanów. Dziś jest noszony (oprócz tradycyjnego) przez szkocki batalion piechoty Black Watch, Gwardię Szkocką (Scots Guards) i Królewską Gwardię Szkockich Dragonów (The Royal Scots Dragoon Guards) w czasie oficjalnych uroczystości. Jest powszechnie noszony przez obywateli Zjednoczonego Królestwa jako ogólny symbol brytyjskości, chociaż jest to indywidualny tartan królowej Elżbiety II. |
|         | Dynastia Stuart Klan Stewart STA ref: 1676          | Klany z Highlands Królestwo Szkocji                   | Kolejny królewski tartan dynastii Stuartów. Król Jerzy V nazwał go „osobistym tartanem”, chociaż pojawia się w Vestiarium Scoticum przed jego narodzinami. Dzisiaj jest noszony przez orkiestrę dudziarzy Gwardii Szkockiej i jest w powszechnym użyciu jako tartan królewski. |
|         | Książę Rothesay STA ref: 1845                       | Klany z Highlands Królestwo Szkocji                   | Osobisty tartan księcia Rothesay, który jest dynastycznym tytułem spadkobiercy tronu brytyjskiego (wcześniej odrębnym szkockim) obecnie noszonym przez księcia Williama. |
|         | Black Watch STA ref: 207                            | Brytyjskie siły zbrojne pochodzenie z klanów Highland | Ta wersja tartanu jest zwana również Old Campbell jest oficjalnie używana (oprócz królewskiego Stewart) przez szkocki batalion piechoty Black Watch. Tartan jest również jednym z najbardziej powszechnych w zastosowaniach cywilnych, szczególnie jest popularnym w strojach wieczorowych, ze względu na stonowane odcienie. |
|         | William Hamilton, 2nd Duke of Hamilton STA ref: 477 | Klany z Lowlands Szkocka szlachta                     | |

## Tartany szkockich klanów
Każdy ze szkockich klanów ma swój tartan. Grafikę na tej liście przypisano poszczególnym klanom Szkocji z Highlands, Lowlands, Isles i Borders. 
| Tartan | Klan                    | STA/STWR       | Tartan | Klan                   | STA/STWR       |
| ------ | ----------------------- | -------------- | ------ | ---------------------- | -------------- |
|        | Armstrong               | STA ref: 793   |        | Barclay                | STA ref: 705   |
|        | Brodie                  | STA ref 1192   |        | Bruce                  | STA ref: 1848  |
|        | Buchanan                | STWR ref: 1261 |        | Cameron                | STA ref: 1538  |
|        | Chisholm                | STA ref: 1456  |        | Comyn                  | STWR ref: 1158 |
|        | Cunningham              | STWR ref: 1117 |        | Douglas                | STA ref: 1127  |
|        | Dundas                  | STA ref: 1041  |        | Erskine                | STA ref: 891   |
|        | Farquharson             | STWR ref: 1967 |        | Forbes                 | STA ref: 1490  |
|        | Fraser                  | STA ref: 1424  |        | Gordon                 | STWR ref: 251  |
|        | Graham                  | STWR ref: 786  |        | Grant                  | STWR ref: 1399 |
|        | Gunn                    | STWR ref: 795  |        | Hamilton               | STA ref: 477   |
|        | Hay                     | STA ref: 1555  |        | Lamont                 | STWR ref: 296  |
|        | MacArthur               | STA ref: 1100  |        | MacDonald of The Isles | STA ref: 1366  |
|        | MacDonald of Clanranald | STA ref: 427   |        | MacDuff                | STWR ref: 1453 |
|        | Macfarlane              | STA ref: 659   |        | MacGregor              | STA ref: 3376  |
|        | MacLeod                 | STA ref: 1272  |        | MacIntyre              | STA ref: 743   |
|        | Mackay                  | STA ref: 264   |        | MacKenzie              | STWR ref: 1959 |
|        | MacKinnon               | STA ref: 1165  |        | MacKintosh             | STWR ref: 1476 |
|        | MacLachlan              | STA ref: 1277  |        | MacLean                | STA ref: 824   |
|        | MacNab                  | STA ref: 838   |        | MacNeil                | STA ref: 1839  |
|        | MacPherson              | STA ref: 1872  |        | MacQueen               | STA ref: 1209  |
|        | Menzies                 | STWR ref: 1859 |        | Munro                  | STA ref: 1204  |
|        | Murray                  | STWR ref: 271  |        | Robertson              | STWR ref: 841  |
|        | Scott                   | STA ref: 1005  |        | Sinclair               | STA ref: 889   |
|        | Sutherland              | STA ref: 930   |        | Wallace                | STA ref: 1208  |

## Tartany prowincji kanadyjskich
Niemal wszystkie prowincje Kanady posiadają własne tartany. Tartany te są zarejestrowane w The Scottish Register of Tartans i są uznane jako oficjalne symbole przez lokalne władze. Tartany zostały sprowadzone do Kanady przez szkockich osadników, a pierwszą prowincją, która oficjalnie przyjęła tartan jako symbol była Nowa Szkocja. Tartan znany jako tartan liści klonu (Maple leaf tartan) jest oficjalnym symbolem narodowym Kanady.
| Tartan | Opis                                                       |
| ------ | ---------------------------------------------------------- |
|        | Maple Leaf Tartan – narodowy symbol Kanady (STA ref: 2034) |

| Tartan | Prowincja    | STA           | Tartan | Prowincja                  | STA           |
| ------ | ------------ | ------------- | ------ | -------------------------- | ------------- |
|        | Alberta      | STA ref: 2055 |        | Cape Breton                | STA ref: 1883 |
|        | Manitoba     | STA ref: 144  |        | Nowa Fundlandia i Labrador | STA ref: 1543 |
|        | Nowa Szkocja | STA ref: 1713 |        | Saskatchewan               | STA ref: 1817 |

## Amerykańskie tartany stanowe
Wiele stanów USA posiada swoje tartany. Tartany te są zatwierdzone przez władze stanowe jako jeden z oficjalnych symboli stanu. 
| Tartan | Stan          | STA           | Tartan | Stan                    | STA           |
| ------ | ------------- | ------------- | ------ | ----------------------- | ------------- |
|        | California    | STA ref: 2454 |        | Colorado                | STA ref: 4554 |
|        | Connecticut   | STA ref: 2671 |        | Georgia                 | STA ref: 794  |
|        | Hawaje        | STA ref: 5163 |        | Iowa                    | STA ref: 6051 |
|        | Louisiana     | STA ref: 4126 |        | Massachusetts           | STA ref: 4543 |
|        | Michigan      | STA ref: 3473 |        | Nevada                  | STA ref: 3091 |
|        | New Hampshire | STA ref: 5624 |        | Oklahoma                | STA ref: 2429 |
|        | Tennessee     | STA ref: 3067 |        | Texas\|                 | STA ref: 852  |
|        | Utah          | STA ref: 2702 |        | Washington (U.S. state) | STA ref: 2133 |
|        | West Virginia | STA ref: 7631 |        | Wisconsin               | STA ref: 5882 |

## Polskie tartany
W spisie The Scottish Register of Tartans znajdują się też polskie tartany.
| Grafika                 | Nazwa                                     | Pochodzenie                                       | Kraj                 | Opis |
| ----------------------- | ----------------------------------------- | ------------------------------------------------- | -------------------- | --- |
| Grafika TSRT ref: 11885 | Kraków, City of                           | Tartan miasta Krakowa                             | Polska               | Spośród 26 prac zgłoszonych przez mieszkańców Edynburga w konkursie na tartan dla Krakowa zwycięski projekt został wybrany przez mieszkańców Krakowa z listy 5 finalistów. Konkurs był współorganizowany przez miasta partnerskie Kraków i Edynburg przy wsparciu Szkocko-Polskiego Stowarzyszenia Kultury i Konsulatu Rzeczypospolitej Polskiej w Edynburgu. Zwycięski projekt został przedstawiony prezydentowi Krakowa Jackowi Majchrowskiemu we wrześniu 2017 roku. Tartan ten jest symbolem przyjaźni Krakowa z Edynburgiem i Szkocją. |
| Grafika TSRT ref: 3156  | Polish                                    | Tartan polski                                     | Polska               | Dla Polaków na całym świecie i tych, którzy kojarzą się z Polską. Zatwierdzony przez Konsula Generalnego Aleksandra Dietkowa. |
| Grafika TSRT ref: 12512 | General Maczek Academy of Polish Language | Używany przez Szkołę Języka Polskiego w Edynburgu | Szkocja              | Zaprojektowany dla upamiętnienia generała Stanisława Maczka, dowódcy 1. Polskiej Dywizji Pancernej i dowódcy polskich sił zbrojnych w Wielkiej Brytanii, który jest patronem szkoły. Generał Stanisław Maczek był znaczącym przywódcą w XX wieku, który brał udział w obu wojnach światowych, a następnie osiedlił się w Edynburgu, gdzie zmarł w wieku 102 lat. Kolory zostały wybrane, aby reprezentować szlak bojowy dywizji – pomarańczowy dla wyzwolenia Holandii, biały i czerwony dla polskich barw i zieleń dla mundurów żołnierzy oraz niebieski ze szkockiej flagi. Barwy te zostały umieszczone na tartanie aby podkreślić szczególne relacje szkoły między Polską a Szkocją, a także dwiema ojczyznami generała Maczka. |
| Grafika TSRT ref: 11244 | Cape Breton Polish Society                | Cape Breton Polish Society                        | Kanada, Nowa Szkocja | Ten tartan reprezentuje bogatą historię polskiej społeczności Cape Breton, używając kolorów mających znaczenie dla członków Towarzystwa. |
| Grafika TSRT ref: 12317 | Great Orchestra of Christmas Charity      | Tartan Wielkiej Orkiestry Świątecznej Pomocy      | Polska               | Zaprojektowany, aby uhonorować tysiące wolontariuszy z całego świata, zjednoczonych w długoterminowej misji Wielkiej Orkiestry Świątecznej Pomocy w dziedzinie ochrony zdrowia. Kolor: czerwony symbolizuje serce w logo Fundacji; szary reprezentuje ciężką pracę i zaangażowanie wolontariuszy; żółty reprezentuje radość pomagania. Biel i czerwień zostały włączone do kolorów flagi Polski, a biel i błękit zostały wybrane, aby reprezentować zaangażowanie i wsparcie mieszkańców Szkocji.. |

## Inne tartany
W rejestrze The Scottish Register of Tartans są umieszczone tartany takich krajów (prowincji, rodów klanowych) jak Irlandia, Irlandia Północna, Walia i Kornwalia co wiąże się z historycznym pochodzeniem kraciastych tkanin z Wysp Brytyjskich. Znajdują się tam również tartany rejestrowane współcześnie dla innych krajów jak np. Dania, Szwecja, Polska. Również rejestrowane są tartany nie związane z konkretnym rejonem geograficznym i tartany komercyjne. Ogółem jest zarejestrowanych ponad 7000 wzorów. 

### Narodowy tartan kornwalijski
| Tartan | Nazwa                     | STA           |
| ------ | ------------------------- | ------------- |
|        | Narodowy tartan Kornwalii | STA ref: 1567 |

### Komercyjny tartan firmy Burberry
| Tartan | Nazwa                      | STA           | Zastosowanie |
| ------ | -------------------------- | ------------- | ------------ |
|        | Komercyjny tartan Burberry | STA ref: 1239 |              |